# クリス智子
クリス 智子（クリス ともこ、本名非公表、1971年5月1日 - ）は、ラジオパーソナリティ、タレント。パパドゥ所属。
アメリカ国籍。父はアメリカ人、母は日本人で妹（既婚）がいる。
主に東京のFM局J-WAVEのナビゲーターとして活動している。

## 略歴・人物
ハワイに生まれ、以後、宮崎（母の出身地）、京都、フィラデルフィア、横浜と日米の様々な場所で育ち、各地の多様な文化を肌で感じる。
上智大学比較文化学部（比較文化・社会学専攻）卒業。大学卒業と同時に1994年からJ-WAVE『J's CALLING』のナビゲーターを務めたのがきっかけで、ラジオパーソナリティとして活動を始める。現在はラジオの他、テレビナレーションや雑誌連載など、様々な分野で活動している。
名前が「クリス」と「智子」で両方ともファーストネームであるとたびたび言われるが、これはマイクネーム（パーソナリティ・ネーム、いわば「芸名」）である。
2011年9月のCURIOUS終了後、産休に入っていたがATELIER NOVAで1年ぶりにナビゲーターに復帰した。

## 出演

### ラジオ・テレビ番組
- TALK TO NEIGHBORS（J-WAVE、2024年4月〜）
- GOOD NEIGHBORS（J-WAVE、2017年4月〜2024年3月）
- CREADIO（J-WAVE、2014年4月〜2017年3月、2020年4月〜2021年9月）
- ATELIER NOVA（J-WAVE、2012年10月〜2016年3月）
- CURIOUS（J-WAVE、2010年10月〜2011年9月）
- BOOM TOWN（J-WAVE、2000年4月〜2010年9月）
- AJINOMOTO SOUND SEASONING（J-WAVE、2004年10月〜2006年3月）
- AJINOMOTO 6 P.M. （J-WAVE、1999年4月〜2004年9月）
- J's CALLING（J-WAVE、1994年5月〜1997年3月）
- ポンキッキーズ・ポンキッキーズ21・ポンキッキ（フジテレビ、コニーちゃんの声）
- Beポンキッキ（BSフジ、コニーちゃんの声）
- エンタマ（フジテレビ、ナレーション）
- 月刊やさい通信（NHK総合、糸井重里と共に司会）
- Hollywood Express（WOWOW、ナレーション）

### ドラマ
- サ道～2022年 冬 小さな幸せを胸にととのう～（テレビ東京、Hot Stone Radioパーソナリティ役）

### CM
- P&G パンテーン（ナレーション）
- ミサワホーム（ナレーション）

### ナレーション
- 美ら島で、星にねがう with HY（コニカミノルタプラネタリウム天空、2021年4月23日〜[1]）